# Pfarrhof (Ismaning)

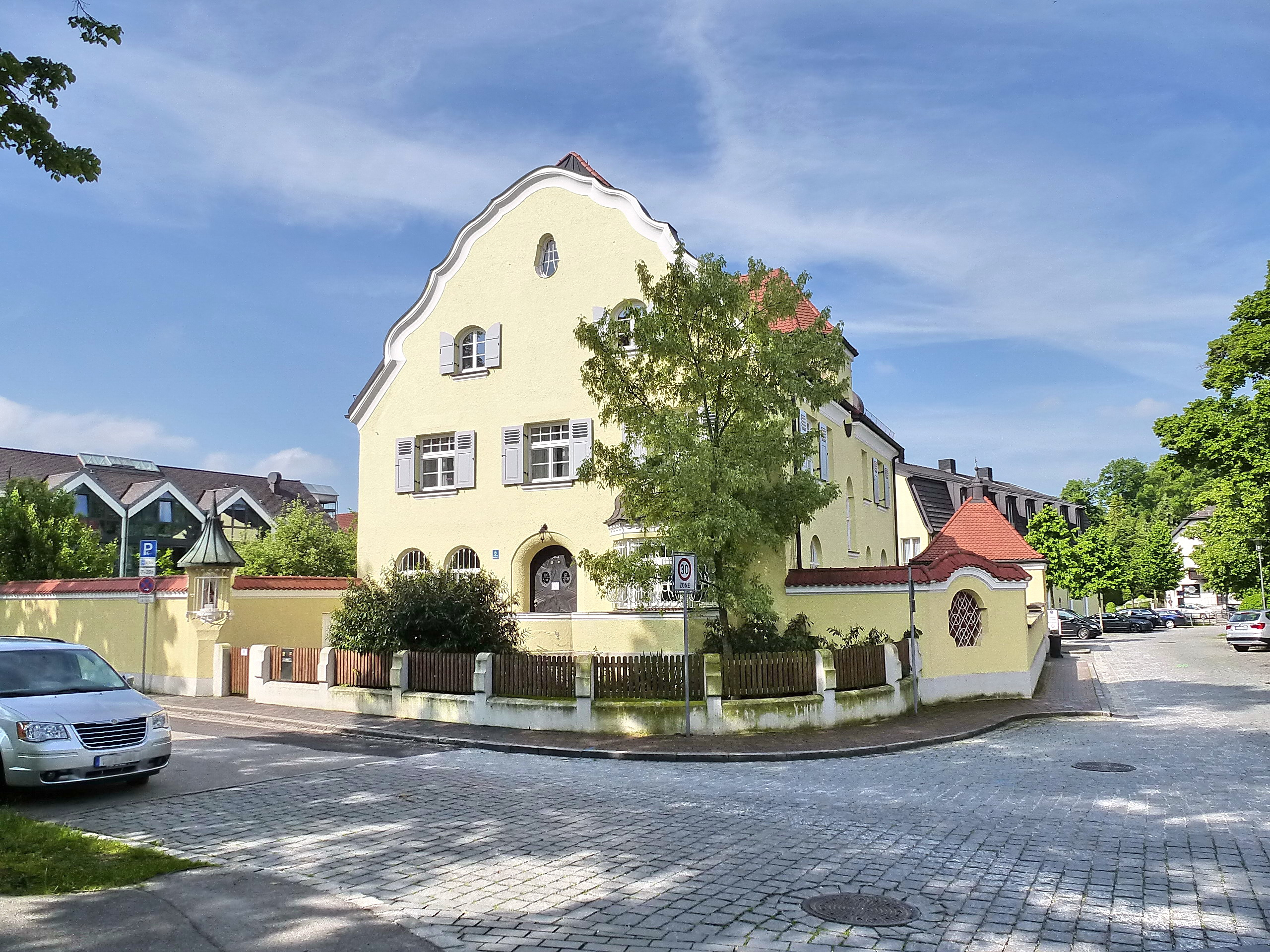
Katholischer Pfarrhof in Ismaning

Der denkmalgeschützte Pfarrhof ist ein Neubarockbau mit Schweifgiebel und Erker, Einfriedungsmauer und Nebengebäude (erbaut 1907) in der Gemeinde Ismaning (Oberbayern), Gottfried-Ziegler-Straße 6 (Aktennummer D-1-84-130-3).